# Панксатони
Панксатони (енгл. Punxsutawney) град је у америчкој савезној држави Пенсилванија.

## Демографија
По попису из 2010. године број становника је 5.962, што је 309 (-4,9%) становника мање него 2000. године.
| Група             | 2000.         | 2010.         |
| Белци             | 6.153 (98,1%) | 5.746 (96,4%) |
| Афроамериканци    | 14 (0,2%)     | 90 (1,5%)     |
| Азијати           | 17 (0,3%)     | 19 (0,3%)     |
| Хиспаноамериканци | 47 (0,7%)     | 49 (0,8%)     |
| Укупно            | 6.271         | 5.962         |